# Haritalopha biparticolor
Haritalopha biparticolor là một loài bướm đêm trong họ Noctuidae.